# Into the Unknown (album Bad Religion)
Into The Unknown – druga płyta grupy Bad Religion, która została wydana w roku 1983. Album ten przyniósł znaczącą zmianę stylu zespołu. O ile wcześniej znany był on z energetycznych, punk - rockowych piosenek, o tyle teraz muzyka przesunęła się w kierunku rocka progresywnego, z dużym zastosowaniem klawiszy. Nie spodobało się to wielu fanom, za to krytycy nie szczędzili przychylnych recenzji.
Nie zmienia to jednak faktu, że płyta została wytłoczona w liczbie 10 000 egzemplarzy z czego prawie wszystkie zostały zwrócone z powodu słabej sprzedaży. Jeśli wierzyć słowom gitarzysty zespołu, Bretta Gurewitza do Epitaph zostały zwrócone prawie wszystkie kopie plus jedna piracka. Były one składowane w Bomp Records, gdzie akurat pracował wtedy Brett. W firmie tej pracowała także jego dziewczyna, która potajemnie sprzedawała winyle, z których zostało jedynie 300 sztuk. Zespół jednak nigdy nie otrzymał pieniędzy za rozprowadzone egzemplarze.
Into The Unknown jest jedyną płytą, która nie doczekała się reedycji na CD. Są jednak liczne bootlegi, a także pirackie wydania. Tak naprawdę wydanie to trudno nazwać dziełem Bad Religion, ponieważ z całego składu nad "Into The Unknown" pracował tylko Greg Graffin i Brett Gurewitz.
Generalnie wydanie tej płyty spowodowało spadek popularności zespołu i zawieszenie działalności wytwórni Epitaph na trzy lata.

## Lista utworów
1. "It's Only Over When…" (Graffin) – 3:36
2. "Chasing the Wild Goose" (Gurewitz) – 2:50
3. "Billy Gnosis" (Gurewitz) – 3:31
4. "Time and Disregard" (Graffin) – 7:03
5. "The Dichotomy" (Gurewitz) – 4:52
6. "Million Days" (Graffin) – 3:47
7. "Losing Generation" (Graffin) – 3:37
8. "…You Give Up" (Graffin) – 2:55

## Twórcy
- Greg Graffin - wokal, syntezator, gitara akustyczna, pianino, produkcja
- Brett Gurewitz - gitara elektryczna, gitara akustyczna, chórki, produkcja
- Paul Dedona - bas
- Davy Goldman - perkusja
- Jim Mankey - inżynier